# 에데르 루이스 지 카르발류
에데르 루이스 지 카르발류(포르투갈어: Eder Luis de Carvalho, 1984년 5월 14일 ~ )는 에데르 바이아누로도 불리는 브라질의 축구 선수이다.